# Европейский пикник

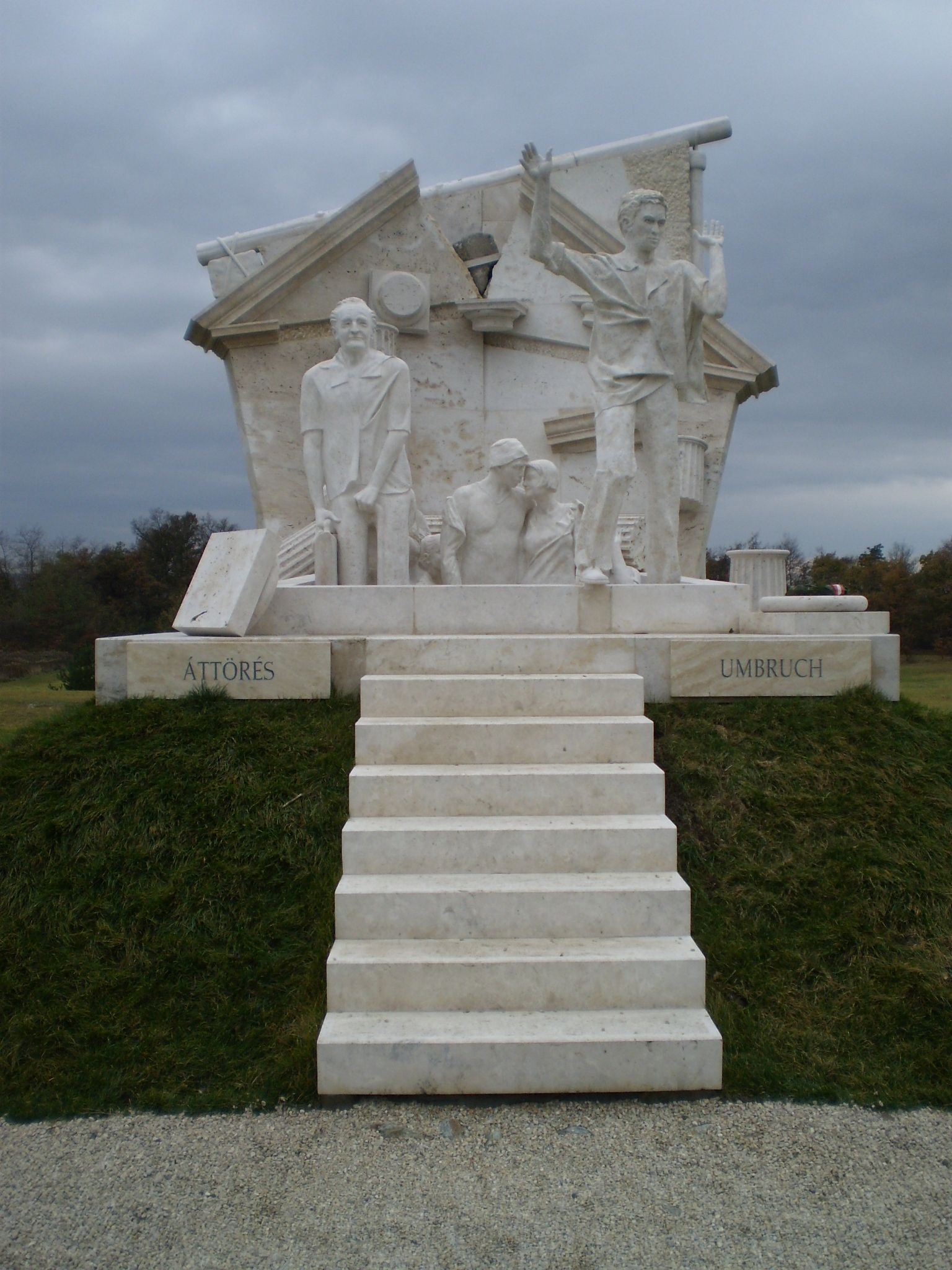
Памятник событию

Европейский пикник (нем. Paneuropäisches Picknick, венг. Páneurópai piknik) — демонстрация мира на австрийско-венгерской границе вблизи города Шопрона 19 августа 1989 года. С согласия обеих стран пограничные ворота на старой Братиславской дороге между деревнями Санкт-Маргаретен и Шопронкёхида открыли символически на три часа. На этом же месте австрийский министр иностранных дел Алоиз Мок и его венгерский коллега Дьюла Хорн 27 июня 1989 совместно разрезали пограничный забор, чтобы подчеркнуть начатую Венгрией 2 мая 1989 года ликвидацию защитных сооружений.
Больше 600 граждан ГДР использовали это короткое открытие железного занавеса, чтобы бежать через Австрию в ФРГ. Венгерские пограничники им не препятствовали, хотя по договорённости между ГДР и Венгрией они не должны были пустить их на Запад.
Сегодня Европейский пикник представляется одним из важных событий, которое привело к завершению истории ГДР и окончанию холодной войны, падению железного занавеса и объединению двух германских государств.